# 霍鑑
霍鑑（1423年—？），字文昭，直隸真定府普州饒陽縣人，明朝政治人物。進士出身。

## 生平
順天府鄉試第三十七名。天順元年（1457年）丁丑科會試第二百三名，殿試登進士第三甲第二十八名。

## 家族
曾祖霍義。祖父霍士安。父亲霍與。